# Embia mauritanica
Embia mauritanica är en insektsart som beskrevs av Lucas 1849. Embia mauritanica ingår i släktet Embia och familjen Embiidae. Inga underarter finns listade i Catalogue of Life.